# Jorma Kinnunen
Jorma Vilho Paavali Kinnunen (ur. 15 grudnia 1941 w Pihtipudas, zm. 25 lipca 2019 w Äänekoski) – fiński lekkoatleta specjalizujący się w rzucie oszczepem.
Srebrny medalista olimpijski z Meksyku (1968). Startował także w igrzyskach olimpijskich w 1964 w Tokio oraz w 1972 w Monachium oba razy zajmując 6. miejsce.
Trzykrotnie startował w mistrzostwach Europy: w 1966 w Budapeszcie zajął 12. miejsce, w 1969 w Atenach 10. miejsce, a w 1971 w Helsinkach 5. miejsce.
Zwyciężył w mistrzostwach nordyckich w 1965.
Był mistrzem Finlandii w rzucie oszczepem w latach 1964–1966, 1968 i 1969.
18 czerwca 1969 w Tampere ustanowił rekord świata w rzucie oszczepem (starego typu) wynikiem 92,70 m. Był to najlepszy wynik w jego karierze.
Ojciec późniejszego mistrza świata w rzucie oszczepem Kimmo Kinnunena.